# بوته‌میری پنبه
بوته میری پنبه با نام علمی Fusarium oxysporum یکی از بیماریهای مهم پنبه است.
گیاه پنبه در اثر حمله نوعی قارچ که عامل ایجاد این بیماری است، پژمرده می‌شود. انتشار این قارچ توسط آب، ماشین آلات و ادوات کشاورزی و بذرهای آلوده انجام می‌شود و پژمردگی ناشی از حمله قارچ در خاکهایی که بافت درشت دارند و دچار کمبود پتاسیم هستند، بیشتر شایع است.

## علائم و عملکردها
بوته‌های مبتلا به پژمردگی فیوزاریمی پنبه به صورت تک تک در سطح مزرعه ظاهر می‌شود و در اثر بیماری برگها به رنگ زرد متمایل به قهوه ای درمی آیند و به تدریج از قاعده بوته شروع به ریزش می‌کنند.
عامل بیماری به بافت‌های آوندی ریشه حمله کرده و انتقال آب را مختل می‌کند. در گیاهان مسن اولین علائم بیماری به طور معمول برگهای تحتانی و در زمان شروع گلدهی ظاهر می‌شوند و بخش‌های مجزایی از برگ که معمولاً از حاشیه‌ها آغاز می‌شود، پژمرده شده و سپس به رنگ قهوه ای یا زرد درمی آیند، سرانجام تمام برگ پژمرده می‌شود و علائم بیماری روی برگهای دیگر ظاهر می‌شود.

## روش‌های مبارزه
کود ازته زیاد سبب افزایش بیشتر پژمردگی پنبه می‌شود، بنابراین برای عملکرد مطلوب باید به میزان مناسبی از این کود استفاده شود. کود کلسیم در کاهش پژمردگی ناشی از حمله قارچ و کاهش اثرات سمی آلومینیوم و منگنز مؤثر است. همچنین تناوب زراعی سه ساله با غلات نیز میزان ماده آلوده کننده عامل بیماری را که خاک ناقل آن است، کاهش و شدت بیماری را تقلیل می‌دهد.
موثرترین راه نابودی عوامل بیماریزا در خاک شخم با گاوآهن برگرداندار یا استفاده از گاوآهن قلمی است.

## گزارش در ایران
میزان خسارت این بیماری بسیار زیاد و هم‌زمان با گل و غوزه کردن بوته‌ها تا حدود ۲۰ درصد است. این بیماری که پژمردگی فیوزاریمی پنبه نیز خوانده می‌شود تاکنون از استان‌های گرگان، مازندران، یزد، اصفهان، خراسان و لرستان گزارش شده است و احتمال دارد که در سایر نواحی پنبه کاری ایران نیز شیوع داشته باشد.